# Circinus X-1
Circinus X-1 är en dubbelstjärna i den norra delen av stjärnbilden Cirkelpassaren. Den har en skenbar magnitud av ca 21,40 och kräver ett teleskop för att kunna observeras. I juni 1969 samlade en Aerobee 150-raket, uppskjuten från Natal, Rio Grande do Norte, Brasilien, röntgendata under en skanning av Norma-Lupus-Circinus-regionen som upptäckte en välisolerad källa vid l=321,4±0,9° b=-0,5±2° (galaktisk), RA 15h 14m dec -57° 49′ kallad Circinus XR-1.  Avståndet tillCircinus X-1 var inte väl etablerat, med en låg uppskattning på 13 400 ljusår och hög uppskattning på 26 000 ljusår.
I juni 2015 avslöjade en artikel publicerad på NASA:s Chandra X-Ray Observatorys webbplats att ett internationellt team av astronomer hade lyckats bestämma dess avstånd från jorden med mer precision, genom en metod för triangulering av röntgenstrålning som avges av stjärnan, till ca 30 700 ljusår.

## Egenskaper
Circinus X-1 är en röntgendubbelstjärna som innehåller en neutronstjärna. Observation av Circinus X-1 i juli 2007 avslöjade närvaron av röntgenstrålning som normalt finns i svarta hål. Den är den första av detta slag som upptäckts och som visar denna likhet med svarta hål. Circinus X-1 kan vara bland de yngsta röntgendubbelstjärnorna som observerats.

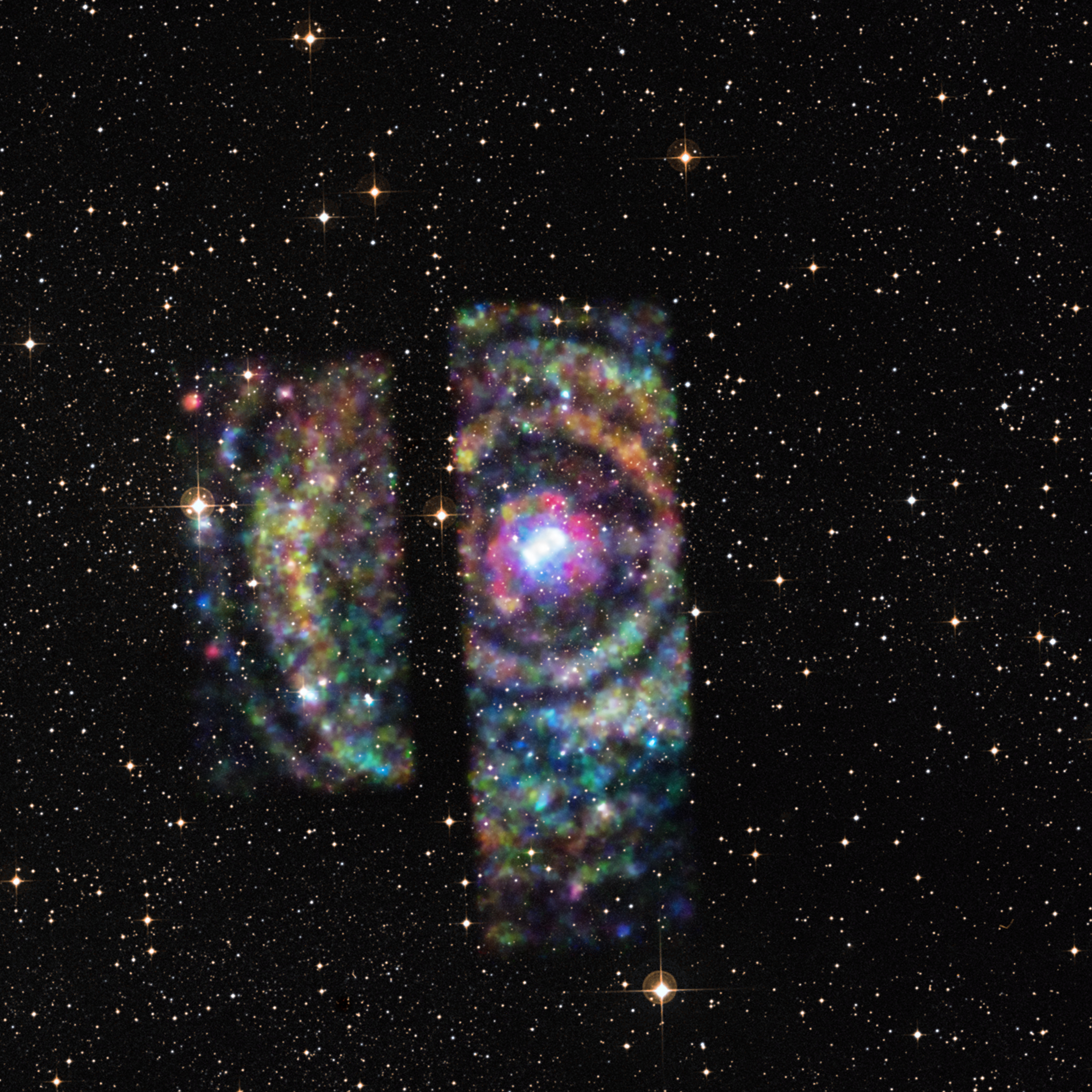
Röntgenstrålningsringar från en neutronstjärna in Circinus X-1 (24 June 2015; Chandra X-ray Observatory).

En period hos röntgenstrålningen på 16,6 dygn hittades av Kaluzienski et al. Röntgenkällan antas vara en neutronstjärna, som en del av en röntgendubbelstjärna med låg massa (LMXB), med röntgenutbrott av typ I. Röntgen- och radionebulosorna som omger Circinus X-1 har egenskaper som överensstämmer med en ung supernovarest. Detta sällsynta fall av en röntgendubbelstjärna som uppenbarligen är förbunden med en supernovarest tyder på att dubbelstjärnan är mycket ung på kosmiska tidsskalor, möjligen mindre än 4 600 år gammal. En förening av Circinus X-1 med en annan närliggande supernovarest, G321.9-0.3, har uteslutits.
Den binära naturen hos Circinus X-1 har fastställts. Dubbelstjärnans radiokomponent och en möjlig visuell motsvarighet identifierades av Whelan et al. Dess infraröda motsvarighet lokaliserades och befanns av Glass blossa med en period av 16,6 dygn. En kraftigt rodnande exakt optisk motsvarighet, nu känd som BR Circini, identifierades av Moneti.